# プラストゥン (沿海地方)
プラストゥン（ロシア語: Пластун、ラテン文字転写例: Plastun）は、ロシア沿海地方の北東部、テルネイ地区に属する都市型集落、およびその港。日本海に面したプラストゥン湾の沿岸に位置する。テルネイ地区最南端の集落である。
プラストゥンに向かう道路は、ダリネゴルスク地区ルドナヤプリスタニ村から北へ向かって伸びている。クラスノアルメイスク地区メリニチノエ村に向かう道路はプラストゥンの北西に位置し、シホテアリニ自然保護区の南の境界に沿って伸びている。メリニチノエまでは約130km、ノヴォポクロフカ町までは約250km、ダリネレチェンスク市までは約326km離れている。テルネイ地区の中心部までは北へ約58kmである。 
ウラジオストクまでの道のりは、ルドナヤプリスタニ・テルネイ間およびオシノフカ・ルドナヤプリスタニ間を結ぶ道路を用い、ダリネゴルスク・ウスリースクを経由して計610kmである。  
ロシア国内最大の総合林産企業であるテルネイレス社の本拠地として知られる。日本の住友商事は株主として約20年来の交流があり、2009年には日ロ合弁の木材加工会社が設立された。

## 歴史

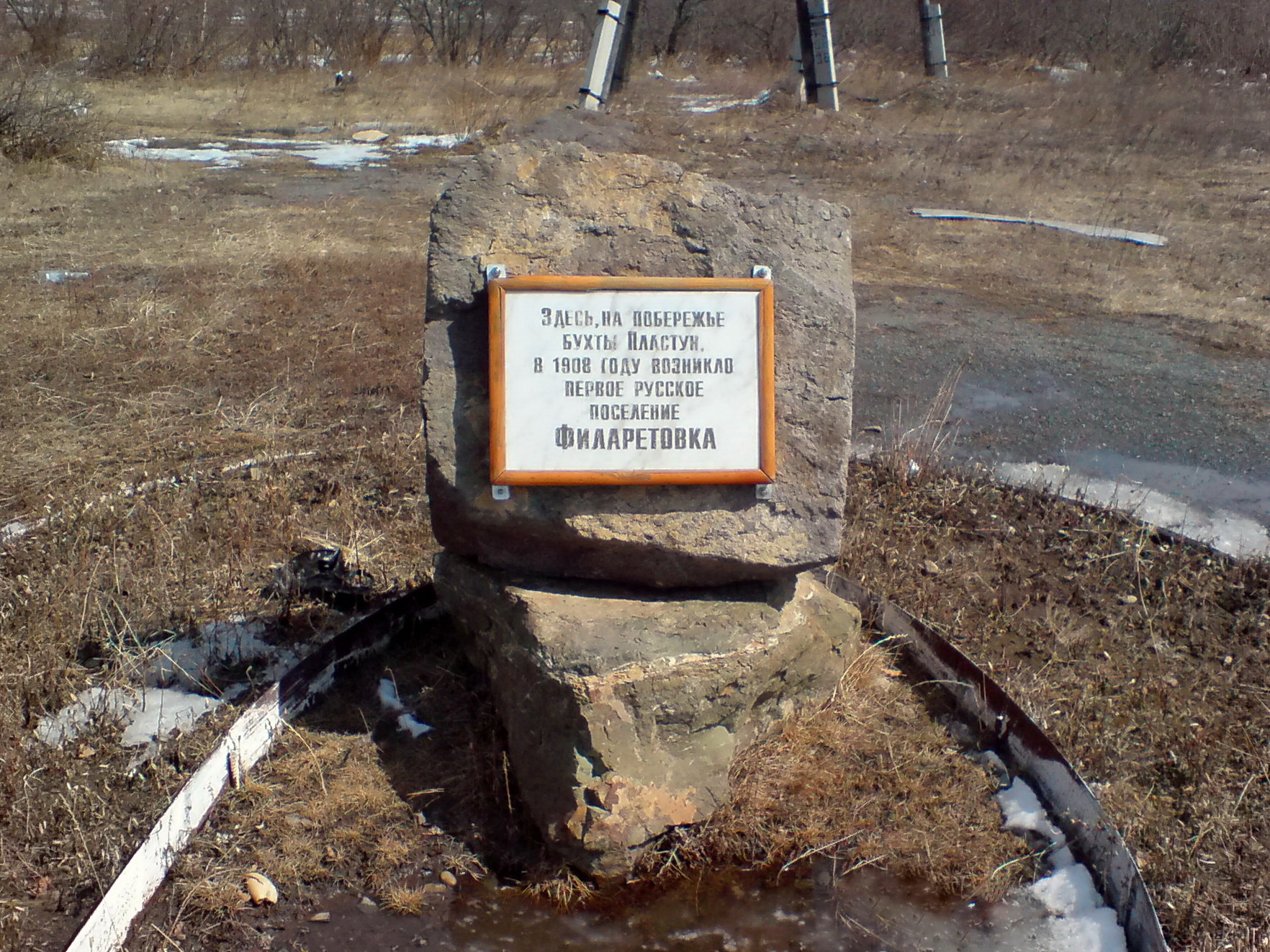
プラストゥン湾岸における初のロシア人入植を記念する碑

1907年から、ロシア帝国の極東地域の開拓を目指して自由民やコサック、古儀式派などのロシア人がプラストゥン湾沿岸部に定着し、この地に初のロシア人集落となるフィラレトフカ村（Филаретовка）を築いた。のち1926年には、ソ連国勢調査の資料が初めてこの村に「プラストゥン」の名で言及し、漁業の開拓のため定住していた10名を記録した。したがって村の公的な成立年は1926年ということになる。村名は、1859年にマツケヴィチ海軍大尉の指揮下で沿海州沿岸部の調査を行ったコルベット艦 Пластун にあやかって名付けられたものであった。
この頃には、魚およびカニの缶詰加工に漁船の修理店と住宅を組み合わせたプラストゥン式水産業が成立していた。1930年代には、ソ連の集団農場化に伴ってフィラレトフカ村は消滅し、その区域はプラストゥンの一部となった。
1932年、プラストゥンは労働集落の地位を与えられる。集団農場が創設されるとともに、村に最初の病院および学校、クラブが建設された。1957年から58年ごろ水産加工場は閉業した。1960年には、集団農場が毛皮牧場に転用され、住民はニホンジカやミンクを育てるようになった。同じころ林業が勃興し、伐採容量が拡大した。この決定は、産業区域と港湾を備える大規模な集落建設事業の一環として行われたものであった。
レニングラードの林業集落工学研究所 Гипролестранс（ギプロレストランス）がプラストゥン村に対する総合計画を掲げ、1968年に承認された。1976年からプラストゥンの開発が急速に進み、港湾、林産コンビナート、ボイラー設備、住宅、学校、幼稚園、体育・スポーツ施設、総合病院、その他インフラが整備された。

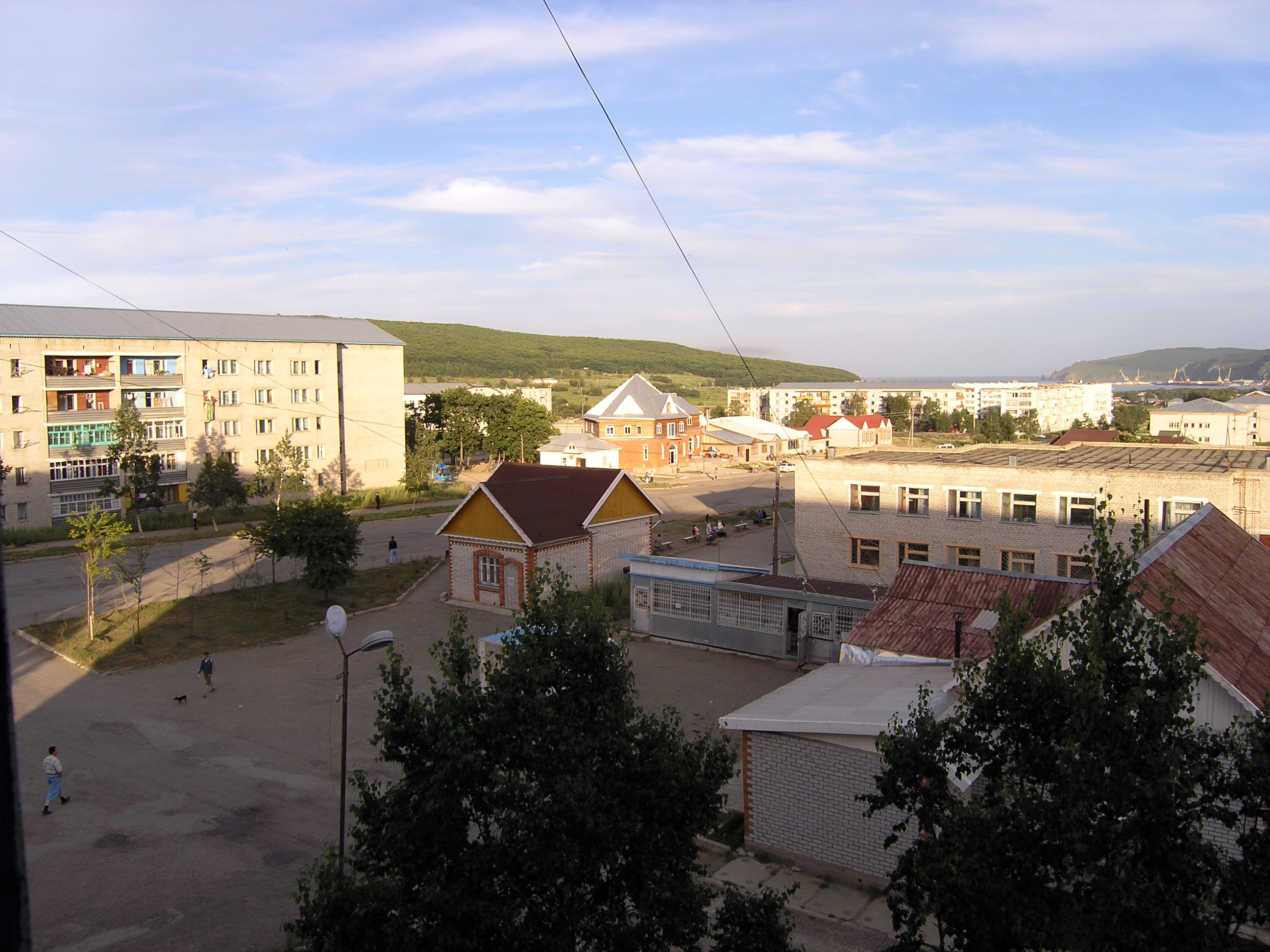
村の中心部

1981年には大型船舶がプラストゥン港に初めて係留された。しかし、ソ連の崩壊に伴って村の建設総合計画は完成を見ないまま終わりを告げ、畜産業は1996年に消滅した。一方で林産加工業は、より高度な加工と無駄のない製品の開発に力点を置き、いっそう発展している。

## 産業

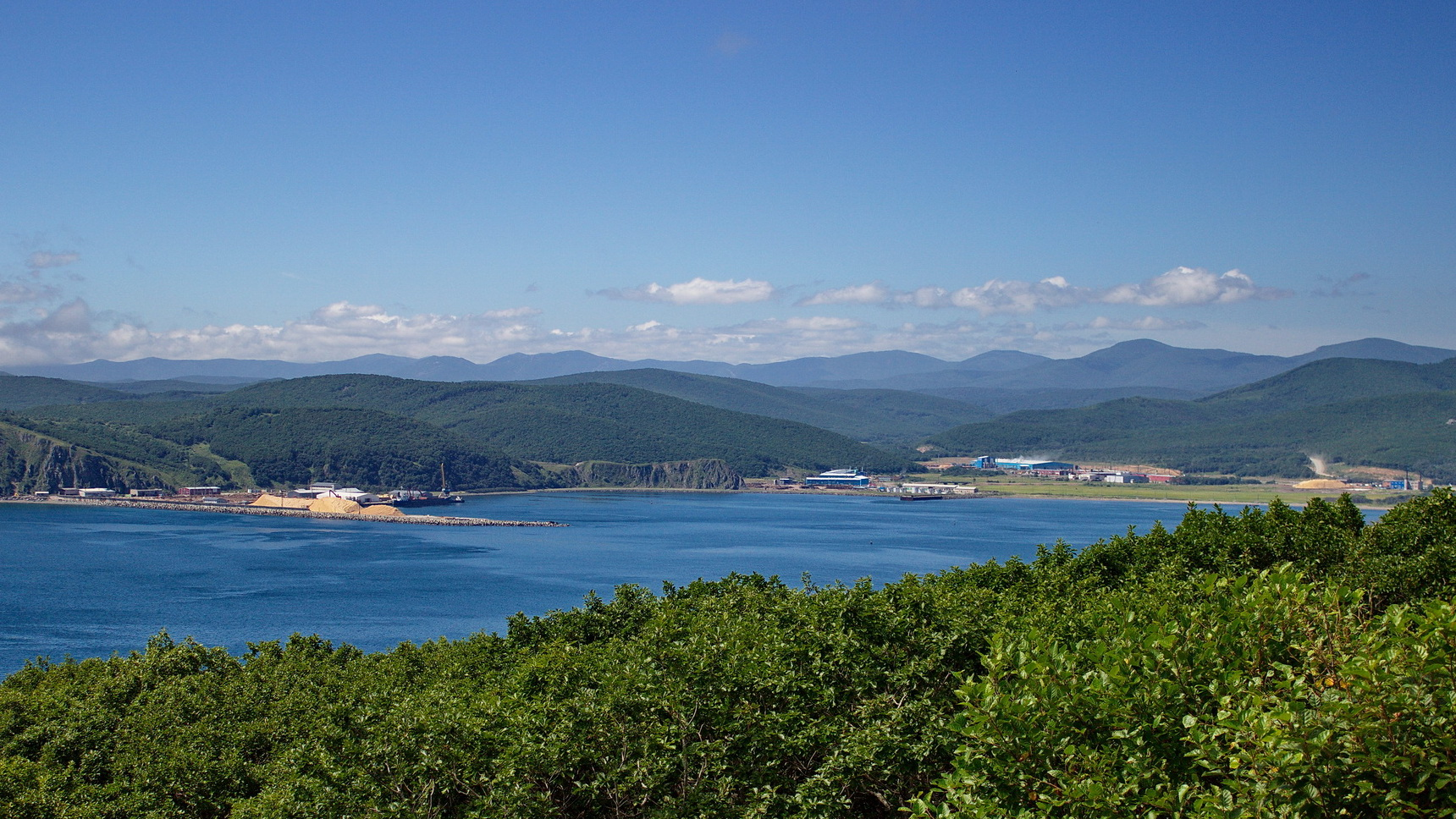
テルネイレスの林産複合体とプラストゥン港

今日、公共株式会社テルネイレス（Тернейлес）社の事業所群に象徴されるように、プラストゥンは高度なインフラに加えて近代的な木材伐採加工システムを保有している。テルネイレス社はプラストゥンに本社を構える沿海地方の木材伐採加工業の最大手である。材木の製造量は年間100万立方キロメートル以上に及ぶ。テルネイレス社の事業は、非公開株式会社 Текновуд と ПТС Хардвуд、ベニヤ板生産工場、製材所の4つの分野別の工場と2つの伐採会社――非公開株式会社 Амг および　Рощинский КЛПХ から成っている。加えて、テルネイレス社は沿海地方木材産業輸出協会（ПАЛЭКС）にも出資している。
日本の住友商事とは1992年の取引開始以来、独占取引契約を締結して戦略的パートナーシップを構築するなど長きにわたる交流があり、2007年からは住友商事が4割以上を出資する筆頭株主となっている。
Текновуд および ПТС Хардвуд は、近代的な日本の技術・自動設備を用いる日露合弁の木材加工会社である。前者は建築物の耐荷重構造用の集成梁を、後者は住宅の内装仕上げに用いる仕上げ材を製造している。ベニヤ板の製造工場と製材所は、丸太輸出への法外な関税を段階的に導入するとしたロシア政府の法令を受けて2009年に新たに立ち上げられた。
両工場の設備は、極東の森林資源の特性とアジア太平洋地域のバイヤーの需要を考慮して、単一の木材加工施設として設計・供給されている。乾燥ベニヤ板の製造過程では最新の日本の設備が用いられ、技術的要請から、アメリカの機械を導入した独自のボイラー室も備えている。専門家の結論によれば、建設時点ではこの施設はロシア最大のものである。高品質板目材の製材工場では、オーストリア・ドイツ・エストニア・チェコ・イタリアの設備によって最大限の自動化・機械化が図られている。2つの工場はいずれもゼロ・ウェイストの理念に基づいて造られている。2つの新工場の試運転後、伐採された商用木材のほとんどはテルネイレス社の事業所内で加工されるようになった。
村では通年で港を操業して同社の製品を出荷しており、その船は主に日本・中国への輸出に向けられる。2010年、プラストゥン港が外国船舶に開放され、これによってテルネイレス社の製品の販路拡大が格段に容易になった。また同年には社の保有する260万ヘクタールの林区全域について、森林資源の持続可能な管理を評価するFSC認証を極東ロシアで初めて取得した。翌2011年には、全加工工場において流通・加工管理が適切に行われていることを示すCoC認証も取得している。

## 人口
| 人口  | 人口  | 人口  | 人口  | 人口  | 人口  | 人口  |
| 1939  | 1959  | 1970  | 1979  | 1989  | 2002  | 2005  |
| ----- | ----- | ----- | ----- | ----- | ----- | ----- |
| 1588  | ↘1040 | ↗1332 | ↗3586 | ↗5957 | ↗6230 | ↘6170 |
| 2006  | 2007  | 2009  | 2010  | 2012  | 2013  | 2014  |
| ↘6120 | ↘6106 | ↘6030 | ↘5350 | ↘5219 | ↗5232 | ↘5167 |
| 2015  | 2016  | 2017  |       |       |       |       |
| ↘5114 | →5114 | ↘5075 |       |       |       |       |

## 宗教

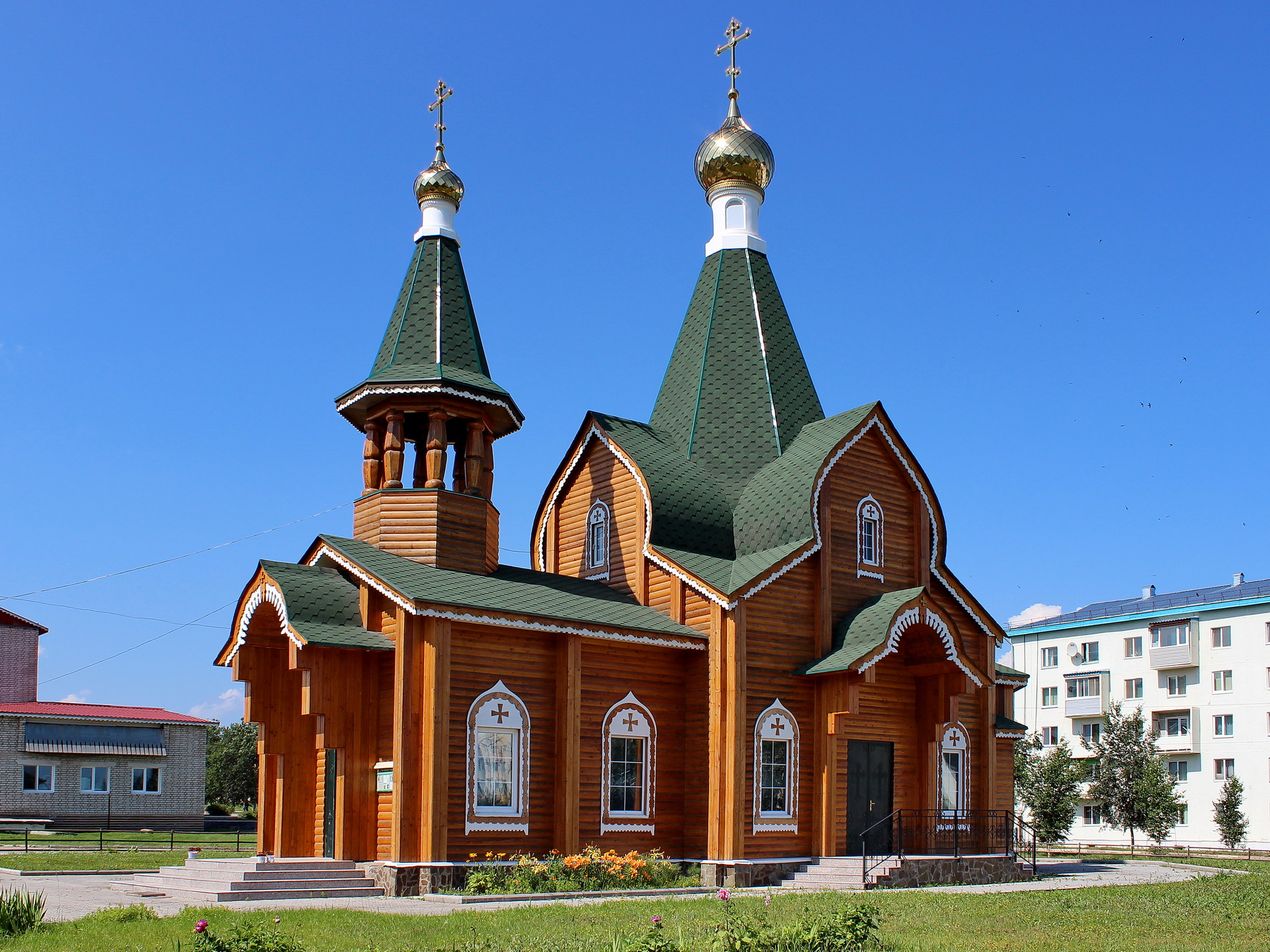
サロフのセラフィム教会

村の正教会のコミュニティは1992年ごろ組織され始めた。教区は2000年の1月21日に公式の登録を経ている。当初は旧市街の木造の家が教会に充てられていたが、住民のほとんどが新市街地に住んでおり通うのが困難であったことから、新市街地に本格的な教会が建てられることとなった。
2006年の11月18日、ウラジオストクのヴェニアミン大主教が新たなプラストゥン教会の礎石の奉献式を執り行った。村の事業者の元締めであるテルネイレス社が基礎の建設に出資し、受託機関である公開株式会社ストロイテル社が教会の建築にあたった。2007年初頭からは教会で日曜学校を経営している。
建設中の2008年4月13日、ヴェニアミン大主教がドームに取り付ける2本の十字架を奉献した。この十字架とドームは、ヴォルゴドンスクにて造られた。この日から奉神礼が平常通り新たな教会で行われることとなり、同年の末までには窓と床のタイル、暖房設備が導入された。
2010年12月23日に教会はほぼ完成し、村で最も目を引く建造物となった。オルガ村沿岸の教会と同じく木造梁構造で、150人を収容でき、鐘楼も備えている。
2015年の11月17日、ヴェニアミン大主教とグリイ主教がプラストゥンで献堂式を執り行い、サロフのセラフィムを祀るとともに聖体礼儀をつとめた。この教会は、ロシア正教会沿海地方大主教区アルセーニエフ主教管区の一部となった。
村にはこれに加えて福音バプテスト教会の寺院もあり、ロシア福音バプテスト教会連合の沿海地方地区教会連合に所属している。

## スポーツ
村には国際規格のゴルフクラブとゴルフコースが整備され、2004年から毎年大会を開催している。また北部沿海地方で唯一のダイビングクラブとペイントボールクラブも存在する。ダイビングクラブでは自前のボートとエアステーションを保有しており、ペイントボールクラブでは備品のレンタルを行うほかトーナメント戦も開催している。
2015年12月12日、プラストゥンの文化・スポーツ施設の一角に、ソ連時代以来未完成だったスポーツ複合施設が開設された。再建の設計見積もり資金の一部がテルネイレス社に配分されたほか、NPO「北沿海地方開発基金（БΦΡΠΡ）」の援助による村民の寄付金も集められた。修復再建事業の実施はテルネイ地区の目標計画である「2011-2015年沿海地方体育・スポーツ振興」プログラムに含まれており、この枠組みに従って基金がスポーツ複合施設の再建に充当された。予算の7割は地方の基金から、3割はテルネイ地区の基金から拠出された。

## 交通
村は空港を有し、小型旅客機デ・ハビランド・カナダ DHC-6ツイン・オッターによるウラジオストク便が週3便運航している。地区と中心都市を結ぶバスもウラジオストク・テルネイ間の往復経路で毎日2便連絡している。

## 気候
プラストゥンが位置するテルネイ地区の気候は極東地域のそれにほぼ等しい。

沿岸部の気候は穏やかで、冬の気温は約-8.4℃、夏（6月～7月）の気温は約17.4℃である。気温最低となるのは1月で-11℃、最も暖かい8月は19.4℃となる。年間相対湿度は66.6%。平均風速は4.9m/sである。  
| プラストゥンの気候     | プラストゥンの気候 | プラストゥンの気候 | プラストゥンの気候 | プラストゥンの気候 | プラストゥンの気候 | プラストゥンの気候 | プラストゥンの気候 | プラストゥンの気候 | プラストゥンの気候 | プラストゥンの気候 | プラストゥンの気候 | プラストゥンの気候 | プラストゥンの気候 |
| 月                     | 1月                | 2月                | 3月                | 4月                | 5月                | 6月                | 7月                | 8月                | 9月                | 10月               | 11月               | 12月               | 年                 |
| ---------------------- | ------------------ | ------------------ | ------------------ | ------------------ | ------------------ | ------------------ | ------------------ | ------------------ | ------------------ | ------------------ | ------------------ | ------------------ | ------------------ |
| 平均最高気温 °C （°F） | −6.3 (20.7)        | −3.1 (26.4)        | 2.8 (37)           | 9.8 (49.6)         | 14.7 (58.5)        | 17.1 (62.8)        | 21.3 (70.3)        | 23.5 (74.3)        | 20.3 (68.5)        | 13.7 (56.7)        | 3.8 (38.8)         | −4.1 (24.6)        | 9.46 (49.02)       |
| 日平均気温 °C （°F）   | −11 (12)           | −8.5 (16.7)        | −2.3 (27.9)        | 4.7 (40.5)         | 9.3 (48.7)         | 12.7 (54.9)        | 17.4 (63.3)        | 19.4 (66.9)        | 14.9 (58.8)        | 8.0 (46.4)         | −1.1 (30)          | −8.8 (16.2)        | 4.56 (40.19)       |
| 平均最低気温 °C （°F） | −15.7 (3.7)        | −13.8 (7.2)        | −7.4 (18.7)        | −0.4 (31.3)        | 4.0 (39.2)         | 8.4 (47.1)         | 13.5 (56.3)        | 15.3 (59.5)        | 9.6 (49.3)         | 2.4 (36.3)         | −6 (21)            | −13.4 (7.9)        | −0.29 (31.46)      |
| 降水量 mm （inch）     | 17 (0.67)          | 19 (0.75)          | 25 (0.98)          | 52 (2.05)          | 74 (2.91)          | 92 (3.62)          | 111 (4.37)         | 128 (5.04)         | 127 (5)            | 69 (2.72)          | 45 (1.77)          | 24 (0.94)          | 783 (30.82)        |
| 出典：Climate-Data.org |                    |                    |                    |                    |                    |                    |                    |                    |                    |                    |                    |                    |                    |

## リンク
- テルネイ・ヴィースニク電子版アーカイブ «Подробности. В ДРЕВЕСИНЕ ЦЕННО ВСЁ» No.86, 2009年7月25日.
- テルネイ・ヴィースニク電子版アーカイブ «Мы разбудим тебя, тайга!» No.15, 2016年3月3日.
- テルネイレス社公式サイト